# Cardiff (Wales)
Cardiff (velški: Caerdydd) je glavni i najveći grad Walesa. Grad se nalazi na južnoj obali Walesa na rijeci Taf.
Po procjeni iz 2005., broj stanovnika Cardiffa je oko 319 700 (16. grad po veličini u Ujedinjenom Kraljevstvu).
Luka Cardiffa, poznata pod imenom „Tigrov zaljev“, je jedna od većih luka Europe. Najvažnije industrije u gradu su obrada metala, strojarska i automobilska.

## Povijest
Povijest Cardiffa počinje godine 1093., kada je ovdje sagrađen normanski zamak na mjestu ranijeg rimskog kastela.
Do ranog 19. stoljeća, Cardiff je bio mali grad, a značaj mu je naglo porastao dolaskom industrije kada je postao važna luka za promet ugljena. Sveučilište je otvoreno 1883. Status grada Cardiff je dobio 1905., a glavni grad Walesa je postao 1955.
Godine 1999. u Cardiffu je podignut Milenijumski stadion, koji je s 93 metra visine najviša zgrada u Walesu i najveći stadion Ujedinjenog Kraljevstva.
Nova zgrada Nacionalne skupštine Walesa u Cardiffu je počela s radom 2. ožujka 2006.